# 6-ベンジルアミノプリン
6-ベンジルアミノプリン（6-Benzylaminopurine、ベンジルアデニン、benzyl adenine、BAP）は、植物の成長を刺激する第一世代の合成サイトカイニンである。花を咲かせ、細胞分裂を促進することによって果実を豊富にする効果がある。また、植物の呼吸キナーゼを抑制する効果があり、ポストハーベスト農薬として使用できる。
6-ベンジルアミノプリンは植物生理学者のフォルク・スクーグによって初めて合成・実験された物質である。